# Charidotella bordoni
Charidotella bordoni es un coleóptero de la familia Chrysomelidae.
Fue descrita científicamente en 2002 por Borowiec.